# Lioublynets
Lioublynets (ukrainien : Люблинець) est une commune urbaine de l'oblast de Volhynie, en Ukraine. Elle compte 4 506 habitants en 2021.